# Konečně neděle!
Konečně neděle! (v originále Vivement dimanche !) je francouzský kriminální film z roku 1983 a poslední celovečerní film francouzského režiséra Françoise Truffauta. Film je adaptací románu Charlese Williamse The Long Saturday Night. Snímek měl světovou premiéru na filmovém festivalu v Locarnu dne 5. srpna 1983.

## Děj
Podnikatel Jacques Massoulier je zastřelen při lovu kachen. Z vraždy je podezřelý realitní agent Julien Vercel, protože jako jediný používá ráži vražedné zbraně. Motiv činu je také jasný, protože Massoulier byl milencem Vercelovy manželky Marie-Christine. Krátce nato je i ona nalezena zastřelená. Protože Vercel pro obě vraždy nemá alibi, najme si advokáta Clémenta, ten však jeho sdělením o nevině věří stejně málo jako policie. Clément chce využít motiv „zločin z vášně“ (ve francouzském právu crime passionnel), čímž by mohl Vercel u soudu dosáhnout snížení trestu. O Vercelově nevině je přesvědčena pouze jeho sekretářka Barbara Beckerová, která je do něj tajně zamilovaná. Vercela ukryje a rozhodne se pátrat na vlastní pěst.
Barbara nakonec zjistí, že Marie-Christine před svatbou nevedla kosmetický salon, ale vydělávala si peníze v nočním klubu L'Ange rouge v Nice. Během svého vyšetřování se Barbara opakovaně setkává s tajemným mužem, kterého ona a Vercel brzy podezřívají, že je skutečným vrahem. Na Massoulierově pohřbu se ale ukáže, že muž je kněz a bratr zesnulého, který chce také vyřešit případ vraždy.
Čím více se Barbara dozvídá, tím více zúčastněných umírá: nejprve majitel nočního klubu, poté pokladní kina. Barbara se rozhodne obelstít skutečného vraha, aby se sám prozradil.

## Obsazení
| Jean-Louis Trintignant | Julien Vercel                          |
| Fanny Ardant           | Barbara Becker                         |
| Jean-Pierre Kalfon     | abbé Massoulier                        |
| Caroline Silhol        | Marie-Christine Vercel                 |
| Anik Belaubre          | Paula Delbecq, pokladní v kině Eden    |
| Jean-Louis Richard     | Louison, majitel kabaretu L'Ange Rouge |
| Philippe Laudenbach    | advokát Clément                        |
| Philippe Morier-Genoud | komisař Santelli                       |
| Georges Koulouris      | detektiv Lablache                      |
| Xavier Saint-Macary    | Bertrand Fabre                         |
| Pierre Gare            | inspektor Poivert                      |

## Ocenění
- César: nejlepší herečka (Fanny Ardant), nejlepší režie (François Truffaut)
- BAFTA: nominace na nejlepší cizojazyčný film